# Christiaan Hendrik Persoon
Christiaan Hendrik Persoon (Stellenbosch, 1 februari 1761 – Parijs, 16 november 1836) was een Zuid-Afrikaanse mycoloog en botanicus. Hij wordt wel beschouwd als de 'vader van de systematische mycologie' en is volgens een publicatie van C.G. Loyd uit 1924 het grootste genie op dit gebied.

## Levensloop
Persoon, die van Duitse en Nederlandse afkomst was, werd in 1761 geboren in Stellenbosch in Zuid-Afrika en stierf in 1836 in armoede in Parijs. Veel omtrent Persoon is verloren gegaan met de tijd: hij was dertien jaar oud toen hij Zuid-Afrika verliet, om er nooit meer terug te keren. Op jonge leeftijd werd hij als wees naar Duitsland gestuurd en vestigde zich later in Parijs. Hij was een toegewijd student en verhuisde van Lingen naar Halle (Duitsland) om eerst theologie en later geneeskunde te studeren. Zijn interesse in botanie en mycologie bracht hem naar de universiteit van Leiden (Nederland) en Göttingen (Duitsland). In 1799 ontving Persoon zijn Ph.D van de 'Deutsche Akademie der Naturforscher' in Erlangen, alwaar hij al alom bekendstond om zijn werk in de classificatie van schimmels. Naast zijn medische praktijk wijdde hij zijn vrije tijd aan botanie en publiceerde diverse waardevolle tekstboeken over schimmels. Zijn Synopsis Methodica Fungorum (1801) is een episch werk over de systematiek van schimmels en werd door Corda als het 'gouden boek' van zijn tijd beschouwd.
Persoons waardevolle herbarium, dat specimens van veel soorten omvat, werd in 1825 door de Nederlandse regering aangekocht voor een bedrag van 800 gulden, en is opgenomen in de collectie van het Nationaal Herbarium Nederland in Leiden, samen met een belangrijke verzameling van zijn correspondentie met wetenschappers uit dezelfde periode. Het plantengeslacht Persoonia  en het mycologische tijdschrift Persoonia zijn naar hem vernoemd.

## Publicaties
- Observationes mycologicae (1795–1799)
- Synopsis methodica Fungorum (1801)
- Synopsis plantarum (1805–1807)
- Mycologia Europaea (1822–1828)